# Ceratobaeus yousufi
Ceratobaeus yousufi är en stekelart som beskrevs av Muhammad Iqbal och Austin 2000. Ceratobaeus yousufi ingår i släktet Ceratobaeus och familjen Scelionidae. Inga underarter finns listade i Catalogue of Life.